# Прилук (Пежемское сельское поселение)
Прилук — деревня в Вельском районе Архангельской области. Входит в состав Муниципального образования «Пежемское».

## География
Деревня расположена в 21,5 километрах на юго-запад от города Вельска по автомобильной дороге Коноша-Вельск-Шангалы, на левом берегу реки Пежма притока Ваги. Ближайшие населённые пункты: на западе деревня Петраково, на юге село Пежма, являющееся административным центром муниципального образования.
Часовой пояс
Прилук, как и вся Архангельская область, находится в часовой зоне МСК (московское время). Смещение применяемого времени относительно UTC составляет +3:00.

## Население
| 2002 | 2010 | 2012 | 2014 |
| ---- | ---- | ---- | ---- |
| 50   | ↗51  | ↘41  | ↘37  |

## История
Указана в «Списке населённых мест по сведениям 1859 года» в составе Вельского уезда Вологодской губернии под номером «2171» как «Василистовское(Прилукъ)». Насчитывала 19 дворов, 58 жителей мужского пола и 56 женского.
В материалах оценочно-статистического исследования земель Вельского уезда упомянуто, что в 1900 году в административном отношении деревня входила в состав Богоявленского сельского общества Никифоровской волости. На момент переписи в селении Василистовское(Прилуки) находилось 38 хозяйств, в которых проживало 114 жителей мужского пола и 119 женского.